# Église Saint-Gaëtan de Padoue
Pour les articles homonymes, voir Église Saint-Gaëtan.
L'église Saint-Gaëtan (Chiesa di San Gaetano) est une église située dans le centre historique de Padoue, via Altinate, en Vénétie.

## Historique
L'église a été construite par les Théatins, ordre fondé par saint Gaëtan et Mgr Carafa, futur Paul IV, entre 1574 et 1586 à l'emplacement d'une ancienne église dédiée à saint François. Les religieux confièrent le projet à Vincenzo Scamozzi.
L'église est caractérisée par un plan original octogonal et un décor intérieur de marbres polychromes. Elle contient un certain nombre d'œuvres d'art remarquables, comme une Vierge à l'Enfant, sculptée par Andrea Briosco.
La belle chapelle du Saint-Sépulcre était naguère le lieu d'une grande dévotion. 